# Acoetes pleei
Acoetes pleei är en ringmaskart som beskrevs av Jean Victor Audouin och Milne Edwards 1832. Acoetes pleei ingår i släktet Acoetes och familjen Acoetidae. Inga underarter finns listade i Catalogue of Life.